# Bob Davies
Robert Edris Davies (ur. 15 stycznia 1920 w Harrisburgu, zm. 22 kwietnia 1990 w Hilton Head Island) – amerykański koszykarz, występujący na pozycji rozgrywającego, mistrz NBA z 1951 oraz NBL (1946), z Rochester Royals, uczestnik spotkań gwiazd NBA, wielokrotnie wybierany do składów najlepszych zawodników w kilku różnych ligach. Członek Koszykarskiej Galerii Sław im. Jamesa Naismitha.

## Osiągnięcia

### NCAA
- Uczestnik półfinałów turnieju NIT (1941)
- Zaliczony do:
  - I składu All-American (1942)
  - Akademickiej Galerii Sław Koszykówki (2006)[3]
- Drużyna Seton Hall Pirates zastrzegła należący do niego numer 11

### NBL
- Mistrz NBL (1946)[4]
- 2-krotny finalista NBL (1947-48)[5]
- MVP NBL (1947)[2][6]
- Zaliczony do:
  - I składu NBL (1947)[5]
  - II składu NBL (1948)[6]
  - składu Najlepszych Zawodników w Historii Ligi NBL (NBL All-Time Team)[7]

### BAA/NBA
- Mistrz NBA (1951)[8]
- Uczestnik meczu gwiazd:
  - NBA (1951–1954)[9]
  - Legend NBA (1957, 1964, 1985)[10]
- Wybrany do:
  - I składu BAA/NBA (1949–1952)[11]
  - II składu NBA (1953)[11]
  - grona 10 Najlepszych Zawodników w Historii NBA (NBA 25th Anniversary Team - 1971), przy okazji obchodów 25-lecia istnienia ligi[12]
  - Koszykarskiej Galerii Sław (Naismith Memorial Basketball Hall Of Fame - 1970)[2]
- Lider BAA w asystach (1949)[13]
- Klub Sacramento Kings zastrzegł należący do niego w numer 11[14]